# Tündéri keresztszülők
A Tündéri keresztszülők vagy Angyali keresztszülők (eredeti cím: The Fairly OddParents) 2001-től 2017-ig vetített amerikai 2D-s számítógépes animációs vígjátéksorozat, amelynek alkotója, írója és rendezője Butch Hartman A második legsikeresebb rajzfilm volt a SpongyaBob Kockanadrág után.
A producerei Bob Boyle, Steve Marmel, Randy Saba, Ray DeLaurentis és Karen Malach. Zenéjét Guy Moon szerezte. A rendezői Butch Hartman és Dave Thomas. A sorozat gyártói a Frederator Studios, Nickelodeon Animation Studio és Billionfold Inc., forgalmazói a Viacom Media Networks és a Nelvana International.
Az Egyesült Államokban 2001. március 30-án a Nickelodeon, míg Magyarországon a KidsCo csatorna mutatta be 2007. november 1-én, egészen 2010. március elejéig. 2010. május 17-től a magyar Disney Channel is sugározta, de onnan is lekerült. Onnantól a magyar Nickelodeon és a Nicktoons sugározza.
2021-ben bejelentették, hogy a sorozat új, élőszereplős folytatást kap. A sorozatot 2022. március 31-én mutatta be a Paramount+-on, Tündéri keresztszülők – Tündéribbek, mint valaha címmel.

## Szereplők
| Szereplő neve                  | Eredeti hang                                            | Magyar hang |
| ------------------------------ | ------------------------------------------------------- | --- |
| Timmy Turner                   | Tara Strong                                             | - Stukovszky Tamás (1-3, 5-10. évad) - Kardos Bence (4. évad)                                                                   |
| Wanda Fairywinkle / Anti-Wanda | Susanne Blakeslee                                       | Náray Erika |
| Cosmo Cosma / Anti-Cosmo       | Daran Norris                                            | - Gáspár András (1. és 3. hang) - Markovics Tamás (2. és 4. hang)                                                               |
| Jorgen Von Strangle            | Daran Norris                                            | - Megyeri János (1. és 3. hang) - Sótonyi Gábor (2. hang)                                                                       |
| Timmy apja                     | Daran Norris                                            | - Németh Gábor (1. hang) - Juhász György (2. hang)                                                                              |
| Timmy anyja                    | Susanne Blakeslee                                       | - Orosz Anna (1. hang) - Simon Eszter (2. hang)                                                                                 |
| Vicky                          | Grey DeLisle                                            | - Dögei Éva (1. és 3. hang) - Vadász Bea (2. hang)                                                                              |
| Csiribú (Pufi)                 | Tara Strong                                             | - Markovics Tamás (SDI média Hungary) - Dögei Éva (Labor Filmszinkron)                                                          |
| Úbirics                        | Eric Bauza                                              | Kerekes József |
| Denzel Crocker                 | Carlos Alazraqui                                        | - Kapácsy Miklós (1. hang) - Fekete Zoltán (2. hang)                                                                            |
| Francis                        | Faith Abrahams                                          | Baráth István |
| Mark Chang                     | Rob Paulsen                                             | - Kapácsy Miklós (1. hang) - Haagen Imre (2. hang) - Bartucz Attila (3. hang) - Sörös Miklós (4. hang) - Czető Roland (5. hang) |
| Cosmo mama                     | Jane Carr                                               | Némedi Mari |
| Blöki                          | Maddie Taylor                                           | Vári Attila |
| A.J.                           | - Haneef Muhammad (1. hang) - Gary LeRoi Gray (2. hang) | - Szvetlov Balázs (1. hang) - Heisz Krisztián (2. hang)                                                                         |
| Chester McBadbat               | - Frankie Muniz (1. hang) - Jason Marsden (2. hang)     | - Seszták Szabolcs (1. hang) - Ungvári Gergely (2. hang)                                                                        |
| Chloe Carmichael               | Kari Wahlgren                                           | Pupos Tímea |
| Ed Leadly                      | Rob Paulsen                                             | Csuha Lajos (1. hang) Bolla Róbert (2. hang)                                                                                    |

## A produkció történelme

### Eredeti klasszikusok (1998–2001)
Butch Hartman eredetileg 7 perces filmeket, rövidfilmeket készített, aminek a címe "The Fairly Oddparents" volt. Ez volt az egyik a 39 kisfilmből, ami Fred Seibert Oh Yeah! Cartoons c. produkciója volt. Butch Hartman összesen 10 kisebb epizódot készített el Fred számára. A Nickelodeon elfogadta mind a 10 epizódot, sőt, még saját sorozatot is akart neki, mely kisebb részenként 11 perces lenne. Igazság szerint a történetnek csak pár eleme változott a rövidfilmekben. Ezek közül a legfeltűnőbb talán a megrajzolás. Például: Mr. és Mrs. Turner egészen máshogy nézett ki, mint szokott a későbbi szériákban: a fejüket soha nem mutatta a kamera.

### A korai népszerűség (2001–2004)
A Tündéri keresztszülőknek elég nagy sikere lett már az első évad leadásakor is. A Nickelodeon azonnal akart a nagy népszerűség miatt több epizódot is a rajzfilmsorozatból. Rettentő nagy sikere volt, így elkészülhetett második, majd harmadik évadja is. A harmadik évad nyitórészeként – hála a nagy népszerűségnek, ami már a SpongyaBob Kockanadrággal versengett – egy igen különleges, 3D-s elemekkel is ellátott speciális epizódot szentelt a sorozatnak a Nickelodeon, melynek címe Abra-katasztrófa lett. Ezek után, miután az Abra-katasztrófa elkészült, Butch Hartman újabb projektébe látott, melynek a következő címet adta: Danny Phantom. Hamarosan elkészült a következő, Csatornavadászok nevet kapott Tündéri keresztszülők különleges epizód is. Ekkor egyre több különleges epizód készült a sorozatból, mint a Crocker eredete, vagy a Villám Csillagköd, Nincs suli!: A musical...

### A produkció „első vége” (2005–2007)
A Nickelodeon be akarta fejezni a műsort egy Jimmy Neutron kalandjai és Tündéri keresztszülők keresztezéssel, azon kívül pedig az utolsó Tündéri keresztszülők rész a "Timmy, a barbár/A helyettesítő tanár" volt. Később leadták az évad utolsó részét, és tehát egyben a Tündéri keresztszülők utolsó epizódját, a Jimmy és Timmy nagy pillanatai 3-mat. Butch Hartman ezek után megnyitotta fórumát a weben, amin egykori sorozatáról jegyzett fel. Mindenki meglepetésére viszont, 2006 januárjában azt írta az internetre, hogy a Nickelodeon úgy döntött, megkegyelmez a műsornak, és igaz, már úgy volt, hogy a sorozat le van zárva, de folytatódik.

### Újrakezdés (2008-tól 2017-ig)
Miután a Nickelodeon leadta az újrakezdés első epizódját, a Tündéri kereszttesót, mint a 20 epizódos 6. évad kezdőepizódja, úgy határozott, egészen 2011-ig megmenti a műsort. A Tündéri kereszttesó c. rész megváltoztatta a sorozatot, de gyerekek millióit vonzotta az újrakezdés a képernyő elé. A 6. évad végül vetítésre került és meg sem állt. Az újrakezdés első TV-különlegessége, a Furalimpia c. epizód éppen aktuális volt az akkori nyári olimpiához. A sorozat humoráról vált ismertté.
A nézettsége a 6. évadnak minden eddiginél nagyobb volt, így – mivel a sorozat 100. jubileumához is elérkeztek a készítők – a Nickelodeon úgy döntött, egy gigantikus mozi-eseményt szentel a sorozatnak egy egész Tündéri keresztszülők-hétvégével. Ez lett a "Kívánságtan", amely 2 és fél órás különlegesség lett és három éjszakán keresztül vetítették. A Nickelodeon egyik leghosszabb TV-filmjének könyvelhető el ez a különlegesség.
Egy újabb Tündéri keresztszülők különlegesség lett az "Úbirics" c. epizód. Ez volt a tizedik Tündéri keresztszülők-különlegesség. Ez egy új évadkezdő volt, ami azt jelentette, hogy összesen hét évadig ment el már a sorozat. Az új részeket jelentős tömeg kísérte figyelemmel. Új részeket szombat és vasárnap vetítettek. 2017-ben befejezték a sorozat gyártását, mivel Butch Hartman, a sorozat alkotója 2018-ban elhagyta a Nickelodeont.

### A sorozat Magyarországon (2007-től máig)
A sorozat első magyar verzióját a KidsCo rendelte meg 2007-ben az SDI Media Hungary szinkronstúdiótól. Mivel Magyarországon a KidsCo kevés háztartásban volt elérhető, nem volt túl ismert akkoriban hazánkban a sorozat. A KidsCo fura módon a harmadiktól a negyedik évadig készíttetett szinkront. 2010-ben viszont a Disney Channel a dél-amerikai változatához hasonlóan elkezdte sugározni a sorozatot, viszont nem érte be ilyen kevés epizóddal. A KidsCo-tól megvásárolta eddigi epizódjainak vetítésének jogát, és a már meglévő epizódokhoz elkészítette az első és második évadot is az SDI Media Hungary segítségével. Az első vetítéstől fogva nem kevesen nézték a sorozatot, sőt, kifejezetten népszerűvé vált, mikor a Disney Channel kezdte vetíteni. Kis ideig (ismeretlen okok miatt) levette a műsorról, majd 2011 tavaszán visszatért az 5. évaddal, új részekkel. A nézettsége ekkor is roppant nagy volt, de amint egy alkalommal a Disney levetítette az ötödik évados részeket, levette a főműsoridőből és hajnali időpontra tette. Mindeddig a magyar Nickelodeon is elkezdte 2009 tavaszán adni a Tündéri keresztszülőket, viszont más szinkronnal, kevesebb részt. A Labor Filmszinkrontól rendelt részeket és az 5. évad pár részét, valamint a 6. évad elejét adta le. Ezt ismételten adta és adta, a nézők nagyon megunták, mert 2010 végéig ugyanazokat a részeket adta. Ezek között volt a Tündérbálvány és a Tündéri kereszttesó is. 2010 decemberében egy új részt szerzett a Nickelodeon, mely a Jimmy-Timmy keresztezés volt. Szükség volt új részekre, ezért 2011 márciusától a Nickelodeon új részeket vetített, a 6. évad maradék részeit ezért elkezdte leadni, ezúttal már ő is a megszokott, SDI Media Hungary-s szinkronnal. Csütörtökönként adott epizódokat április 28-ig, amikor elkészült a 6. évad utolsó részének is a magyar szinkronja, mely a Kívánságtan volt. Ezt a részt 2011. április 16-án mutatta be a magyar Nickelodeon. A csatorna 2012 tavaszán a 8. évad első részével, a Timmy titkos kívánsága c. epizóddal kezdte el a sorozat vetítését. Majd a 7. évad is műsorra került a Nickelodeonon, szintén az SDI Media Hungary szinkronstábjával, később a 9-10. évadra is sor került.

## Fogadtatás
Betsy Wallace, a Common Sense Media kritikusa 3 ponttal értékelte a maximális ötből.
Dennis Cass, a Slate magazin kritikusa az Animániához hasonlította

## Főcímszövegek
SDI Media Hungary verzió:

„Sajna Tim csak átlagos, Kit senki meg nem ért.
Mami, apu, Vicky sem érti így a sorsa szenvedés.
(Rossz kölyök!) Véget ér a balfék lét, Ha elrejt kis szobád, mert két kicsi varázshal őrzi őt, és meg tesz mit kíván! Ők azok: Angyalok, bár kicsik, nagyok!
(Pálcám int!)
(Rögtön rád suhint!)
Angyalok, bár kicsik nagyok: Csuda show, borsó, frankó teló!
bárgyú, gumilúd, Szarvas, puncsosmancs,
kígyó, torta jó, krumpli, csoki mix!!
Angyalok, bár kicsik, nagyok!
A kis szobádban Vicky nem néz, így őriznek angyalok!!!
(Ja! Persze!)”

– Angyali Keresztszülők

Labor Filmszinkron verzió:

„Timmy kissé átlagos, kit senki meg nem ért.
Anyja, apja Vicky piszkálják őt mindenért!
(fordulj fel!)
Elfelejti a bánatát ha szobájába lép, mert minden vágyát teljesíti két kis hal és ennyi épp elég!
Pót szülők kit igazán szeretsz,
(Van varázspálcánk!)
(És csillogó kis koronánk!)
Pót szülő ki igazán szeret, szerető, gondos keresztszülők!
izmok, autók, kérem-akarom, torta szeletek, mind-mind, a sok KINCS!
Pót szülők ki igazán szeret szerető, gondos csodás kincs!!
Tündér keresztszülők!!
(na persze)”

– Tündéri keresztszülők

## Epizódok
| Évad | Évad | Epizódok | Eredeti sugárzás  | Eredeti sugárzás    | Magyar sugárzás    | Magyar sugárzás      |
| Évad | Évad | Epizódok | Évadpremier       | Évadfinálé          | Évadpremier        | Évadfinálé           |
| ---- | ---- | -------- | ----------------- | ------------------- | ------------------ | -------------------- |
|      | 1    | 7 (13)   | 2001. március 30. | 2001. december 9.   | 2010. május 17.    | 2010. május 25.      |
|      | 2    | 13 (24)  | 2002. március 1.  | 2003. január 20.    | 2010. május 26.    | 2010. június 11.     |
|      | 3    | 19 (33)  | 2002. november 8. | 2003. november 21.  | 2007. november 1.  | 2007. november 27.   |
|      | 4    | 21 (32)  | 2003. november 7. | 2005. június 10.    | 2007. november 28. | 2011. február 28.    |
|      | 5    | 23 (38)  | 2004. július 2.   | 2006. november 25.  | 2009. március 8.   | 2011. március 15.    |
|      | 6    | 20 (30)  | 2008. február 18. | 2009. augusztus 12. | 2010. augusztus 9. | 2020. február 9.     |
|      | 7    | 20 (39)  | 2009. július 6.   | 2012. augusztus 5.  | 2012. május 3.     | 2012. szeptember 26. |
|      | 8    | 6 (6)    | 2011. február 12. | 2011. december 29.  | 2012. március 10.  | 2012. április 26.    |
|      | 9    | 26 (43)  | 2013. március 23. | 2015. március 28.   | 2014. május 5.     | 2015. április 20.    |
|      | 10   | 20 (37)  | 2016. január 15.  | 2017. február 22.   | 2016. október 10.  | 2017. augusztus 22.  |